# Liste der Einträge im National Register of Historic Places im Rogers County
Diese Liste der Einträge im National Register of Historic Places im Rogers County enthält alle im Rogers County, Oklahoma in das National Register of Historic Places eingetragenen Gebäude, Bauwerke, Objekte, Stätten oder historischen Distrikte.
Diese Liste entspricht dem Bearbeitungsstand des National Park Service/National Register of Historic Places vom 18. Oktober 2024.

## Legende
| NRHP | Historic Place             |
| HD   | National Historic District |

## Aktuelle Einträge
| [ 2 ] | Name                                  | Bild                   | Eintragsdatum                 | Lage | Ort       | Beschreibung |
| ----- | ------------------------------------- | ---------------------- | ----------------------------- | --- | --------- | ------------ |
| 1     | I.W.W. Beck Building                  | I.W.W. Beck Building   | 10. Sep. 1999 ID-Nr. 99001086 | 146 W. Cooweescoowee Avenue 36° 26′ 50″ N, 95° 42′ 31″ W | Oologah   |              |
| 2     | The Belvidere                         | weitere Bilder         | 24. März 1982 ID-Nr. 82003696 | 109 N. Chickasaw Avenue 36° 18′ 39″ N, 95° 36′ 37″ W | Claremore |              |
| 3     | Chelsea Motel                         | Chelsea Motel          | 27. Mai 2004 ID-Nr. 04000525  | an der Straßenkreuzung der 1st Street und des Oklahoma State Highway 66 36° 32′ 15″ N, 95° 25′ 33″ W                                                                              | Chelsea   |              |
| 4     | Claremore Auto Dealership             |                        | 23. Feb. 1995 ID-Nr. 95000042 | 625 W. Will Rogers Boulevard 36° 18′ 46″ N, 95° 37′ 2″ W | Claremore |              |
| 5     | Downtown Claremore Historic District  | weitere Bilder         | 12. Sep. 2016 ID-Nr. 16000623 | W. Will Rogers Blvd., zwischen der U.S. Route 66, Muskogee Avenue, 4th Street und der Gasse zwischen dem W. Will Rogers Blvd. und der 2nd Street 36° 18′ 43,2″ N, 95° 36′ 53,1″ W | Claremore |              |
| 6     | Eastern University Preparatory School | weitere Bilder         | 19. Feb. 1982 ID-Nr. 82003697 | College Hill 36° 19′ 12″ N, 95° 38′ 7″ W | Claremore |              |
| 7     | Foyil Filling Station                 | Foyil Filling Station  | 8. Dez. 2015 ID-Nr. 15000875  | 12243 S. Andy Payne Blvd. 36° 26′ 3,4″ N, 95° 31′ 11,5″ W | Foyil     |              |
| 8     | Ed Galloway’s Totem Pole Park         | weitere Bilder         | 30. März 1999 ID-Nr. 99000354 | Oklahoma State Highway 28, östlich der ehemaligen U.S. Route 66 36° 26′ 14″ N, 95° 26′ 53″ W                                                                                      | Foyil     |              |
| 9     | Hanes Home                            | Hanes Home             | 12. Juli 1982 ID-Nr. 82003700 | in der Nähe des Oklahoma State Highway 88 36° 20′ 4″ N, 95° 39′ 6″ W | Sageeyah  |              |
| 10    | Hogue House                           | Hogue House            | 17. Dez. 1982 ID-Nr. 82001498 | 1001 S. Olive Street 36° 31′ 52″ N, 95° 26′ 3″ W | Chelsea   |              |
| 11    | Mendenhall’s Bath House               |                        | 23. März 1983 ID-Nr. 83002127 | 601 E. 7th Street 36° 18′ 39″ N, 95° 36′ 2″ W | Claremore |              |
| 12    | Maurice Meyer Barracks                | Maurice Meyer Barracks | 1. März 1982 ID-Nr. 82003698  | College Hill 36° 19′ 8″ N, 95° 38′ 7″ W | Claremore |              |
| 13    | Oologah Bank                          | Oologah Bank           | 10. Mai 1982 ID-Nr. 82003699  | 105 S. Maple Street 36° 26′ 48″ N, 95° 42′ 35″ W | Oologah   |              |
| 14    | Oologah Pump                          | Oologah Pump           | 17. Dez. 1982 ID-Nr. 82001499 | Maple und Cooweescoowee Street 36° 26′ 48″ N, 95° 42′ 35″ W | Oologah   |              |
| 15    | Pryor Creek Bridge                    | weitere Bilder         | 6. Sep. 2006 ID-Nr. 06000796  | 1st Street über den Pryor Creek, südwestlich der Straßenkreuzung mit dem Oklahoma State Highway 66 36° 32′ 18″ N, 95° 24′ 54″ W                                                   | Chelsea   |              |
| 16    | Will Rogers Birthplace                | weitere Bilder         | 29. Sep. 1970 ID-Nr. 70000538 | nordöstlich von Oologah 36° 28′ 10″ N, 95° 39′ 26″ W | Oologah   |              |
| 17    | Will Rogers Hotel                     | weitere Bilder         | 29. Dez. 1994 ID-Nr. 94001508 | 524 W. Will Rogers Boulevard 36° 18′ 45″ N, 95° 36′ 55″ W | Claremore |              |
| 18    | Will Rogers Memorial Library          |                        | 3. Nov. 2023 ID-Nr. 100009400 | 121 North Weenonah Avenue 36° 18′ 41,4″ N, 95° 36′ 40,3″ W | Claremore |              |
| 19    | Verdigris Club Lodge                  | Verdigris Club Lodge   | 2. Sep. 2003 ID-Nr. 03000876  | 27795 S. Skelly Drive 36° 12′ 43″ N, 95° 37′ 44″ W | Catoosa   |              |